# Neoteuthis thielei
Neoteuthis thielei är en bläckfiskart som beskrevs av Adolf Naef 1921. Neoteuthis thielei ingår i släktet Neoteuthis och familjen Neoteuthidae. Inga underarter finns listade i Catalogue of Life.